# Huawei Ascend P6
Huawei Ascend P6 (P6-C00) – smartfon chińskiego przedsiębiorstwa telekomunikacyjnego Huawei Technologies. Urządzenie miało premierę w czerwcu 2013. Pierwotnie działał pod kontrolą systemu Android w wersji 4.2.2 Jelly Bean, z czasem otrzymał aktualizację do wersji 4.4.2 Kit Kat. Smartfon dostępny był w kolorach białym, czarnym i różowym.

## Specyfikacja techniczna
Smartfon został wyposażony 4-rdzeniowy procesor HiSilicon KirinK3V2 o częstotliwości 1,5 GHz z grafiką Vivante GC4000. Urządzenie ma 2 GB pamięci RAM i 8 GB pamięci wbudowanej, rozszerzalnej kartą SD do 32 GB. Ma niewymienny akumulator litowo-jonowy o pojemności 2000 mAh.

### Wyświetlacz
Huawei Ascend P6 wykorzystuje 4,7-calowy wyświetlacz o zagęszczeniu na poziomie 312 ppi i rozdzielczości 720p. Wyświetlacz pokryty jest szkłem Corning Gorilla Glass.

### Aparat fotograficzny
Smartfon wyposażono w dwa aparaty fotograficzne. Przedni o rozdzielczości 5Mpx, tylny 8Mpx. Maksymalna rozdzielczość nakręconych filmów wynosi 1080p.